# Spartak Moskwa (piłka nożna)
Futbolnyj Klub Spartak Moskwa (ros. Футбольный клуб Спартак Москва) – rosyjski wielosekcyjny klub sportowy z siedzibą w Moskwie, znany z sukcesów sekcji piłkarskiej. Drużyna piłkarska występuje w rozgrywkach Priemjer Ligi. Nazwa pochodzi od Spartakusa, starożytnego wojownika, który wzniecił bunt przeciwko Rzymowi.

## Kluby-protoplaści
- 1922—1925: Krasnaja Priesnia Moskwa
- 1926—1930: Piszczewiki Moskwa

## Historia

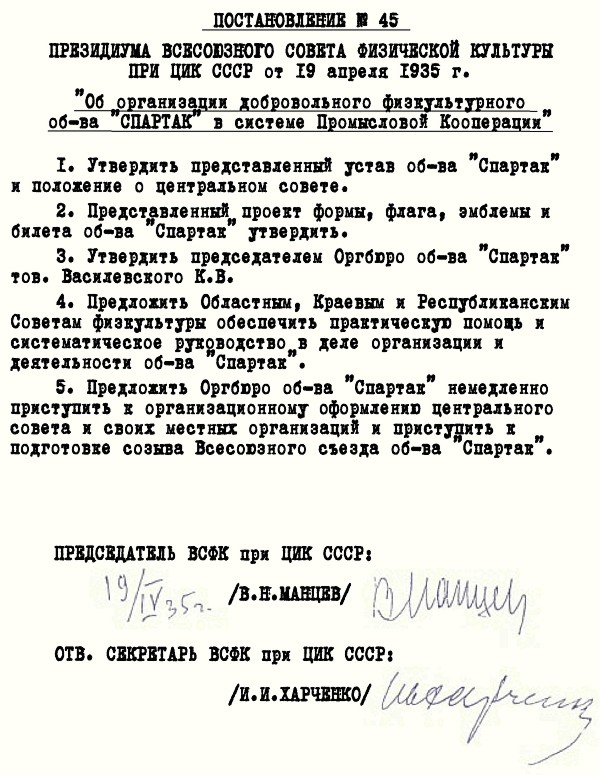
Akt założenia Spartaka

Spartak był założony w 1934 roku przez braci Starostinów, ale historia zespołu sięga do 1922 roku i tę datę klub uznaje oficjalnie. Do historii klubu przypisuje się drużyny Krasnaja Priesnia i Piszczewiki grające w Mistrzostwach Moskwy. Bezpośrednim poprzednikiem Spartaka była natomiast Promkoopieracyja. W czasach Związku Radzieckiego klub oficjalnie był amatorski, chociaż faktycznie prawie zawsze funkcjonował profesjonalnie. Jesienią 1936 roku zdobył swoje pierwsze mistrzostwo ZSRR, a jego popularność w społeczeństwie cały czas rosła.
W latach 60. drużyna Spartaka wywalczyła dwa razy mistrzostwo kraju. Kolejna dekada przyniosła wielki kryzys i w 1976 roku Spartak spadł z elity. Powrót Spartaka był natychmiastowy i w 1979 roku zdobył on mistrzostwo pokonując Dynamo Kijów. Nową historię klub pisał już po rozpadzie Związku Radzieckiego, kiedy to stał się hegemonem nowo utworzonej Top Dywizji w Rosji. W pierwszych 10 latach jej istnienia zespół Spartaka wywalczył 9 razy mistrzostwo i reprezentował Rosję w rozgrywkach Ligi Mistrzów, Pucharu UEFA i Pucharu Zdobywców Pucharów.
Problemy zaczęły się wraz ze śmiercią prezesa klubu Nikołaja Starostina, który powierzył całą opiekę nad drużyną trenerowi Olegowi Romancewowi. Spartak popadł w kłopoty finansowe, a przejął go bogaty biznesmen Andriej Czerwiczenko, który traktował klub jako pralnię brudnych pieniędzy. Wraz z jego odejściem 2004 roku Spartak zaczął powoli odzyskiwać dawną pozycję i w 2005 zdobył wicemistrzostwo Rosji, pozbawiając go w ostatniej kolejce Lokomotiw Moskwa i kwalifikując się do eliminacji do Ligi Mistrzów 2006/2007. Od jesieni 2003 roku do końca 2007 roku podstawowym bramkarzem klubu był reprezentant Polski, były zawodnik Szachtara Donieck i Legii Warszawa – Wojciech Kowalewski.

## Piłkarze

### Obecny skład
Stan na 2 lutego 2025
| Nr | Poz. | Piłkarz                   |
| -- | ---- | ------------------------- |
| 2  | OB   | Oleg Reabciuk             |
| 4  | OB   | Alexis Duarte             |
| 5  | PO   | Esequiel Barco            |
| 6  | OB   | Srđan Babić               |
| 8  | NA   | José Marcos Costa Martins |
| 9  | NA   | Manfred Ugalde            |
| 11 | NA   | Shamar Nicholson          |
| 14 | OB   | Myenty Abena              |
| 16 | BR   | Aleksandr Dovbnya         |
| 17 | PO   | Anton Zinkovsky           |
| 18 | PO   | Nail Umiarow              |
| 19 | NA   | Jesús Medina              |

| Nr | Poz. | Piłkarz               |
| -- | ---- | --------------------- |
| 22 | PO   | Michaił Ignatow       |
| 23 | OB   | Nikita Czernow        |
| 25 | PO   | Danił Prucew          |
| 28 | PO   | Daniił Zorin          |
| 29 | OB   | Ricardo Mangas        |
| 35 | PO   | Christopher Martins   |
| 47 | PO   | Roman Zobnin          |
| 68 | PO   | Rusłan Litwinow       |
| 77 | PO   | Théo Bongonda         |
| 82 | OB   | Daniil Khlusevich     |
| 97 | PO   | Daniił Dienisow       |
| 98 | BR   | Aleksandr Maksimienko |

### Piłkarze na wypożyczeniu
| Nr | Poz. | Piłkarz                                                         |
| -- | ---- | --------------------------------------------------------------- |
|    | OB   | Ilja Gaponow (w Krylji Sowietow Samara do 30 czerwca 2022)      |
|    | NA   | Maksim Głuszenkow (w Krylji Sowietow Samara do 30 czerwca 2022) |
|    | PO   | Jorrit Hendrix (w Feyenoordzie do 30 czerwca 2022)              |
|    | PO   | Alex Král (w West Hamie United do 30 czerwca 2022)              |
|    | NA   | Jordan Larsson (w AIK-u do 30 czerwca 2022)                     |
|    | PO   | Rieziuan Mirzow (w Elche CF do 30 czerwca 2022)                 |

| Nr | Poz. | Piłkarz                                                 |
| -- | ---- | ------------------------------------------------------- |
|    | NA   | Ezequiel Ponce (w FK Chimkach do 30 czerwca 2022)       |
|    | NA   | Pedro Rocha (w Athletico Paranaense do 30 czerwca 2022) |
|    | PO   | Guus Til (w Feyenoordzie do 30 czerwca 2022)            |
|    | PO   | Oston Urunov (w FK Ufie do 30 czerwca 2022)             |
|    | OB   | Ayrton Lucas (w CR Flamengo do 31 grudnia 2022)         |

## Barwy i symbole
Od początku istnienia klubu jego barwami są kolory czerwony i biały. Autorstwo klubowego herbu przypisuje się Nikołajowi Starostinowi.
| 1935 | 1985 | 1994 | 1998 | 2001 | 2012 | 2014 |

## Sukcesy

### Międzynarodowe
- Półfinalista Pucharu Europy Mistrzów Krajowych: 1991
- Półfinalista Pucharu Zdobywców Pucharów: 1993
- Półfinalista Pucharu UEFA: 1998

### Krajowe
| \| \| Zdobyte trofea w rozgrywkach Związku Radzieckiego (stan na: 1991 r.) \| |                                                                      |      |                                                                                 |
| Rozgrywki                                                                     | Osiągnięcie                                                          | Razy | Sezon(y)                                                                        |
| Mistrzostwo                                                                   | I miejsce                                                            | 12   | 1936 (jesień), 1938, 1939, 1952, 1953, 1956, 1958, 1962, 1969, 1979, 1987, 1989 |
| Mistrzostwo                                                                   | II miejsce                                                           | 11   | 1937, 1954, 1955, 1968, 1974, 1980, 1981, 1983, 1984, 1985, 1991                |
| Mistrzostwo                                                                   | III miejsce                                                          | 11   | 1936 (wiosna), 1940, 1946, 1948, 1949, 1957, 1961, 1963, 1970, 1982, 1986       |
| Puchar                                                                        | zdobywca                                                             | 10   | 1938, 1939, 1946, 1947, 1950, 1958, 1963, 1965, 1971, 1992                      |
| Puchar                                                                        | finalista                                                            | 5    | 1948, 1952, 1957, 1972, 1981                                                    |
| Puchar Ligi                                                                   | zdobywca                                                             | 1    | 1987                                                                            |
| Puchar Ligi                                                                   | finalista                                                            | -    |                                                                                 |
|                                                                               | Zdobyte trofea w rozgrywkach Związku Radzieckiego (stan na: 1991 r.) |      |                                                                                 |

| \| \| Zdobyte trofea w rozgrywkach Rosji (stan na: koniec sezonu 2021/22) \| |                                                                     |      |                                                            |
| Rozgrywki                                                                    | Osiągnięcie                                                         | Razy | Sezon(y)                                                   |
| · Mistrzostwo                                                                | I miejsce                                                           | 10   | 1992, 1993, 1994, 1996, 1997, 1998, 1999, 2000, 2001, 2017 |
| · Mistrzostwo                                                                | II miejsce                                                          | 6    | 2005, 2006, 2007, 2009, 2012, 2021                         |
| · Mistrzostwo                                                                | III miejsce                                                         | 3    | 1995, 2002, 2018                                           |
| · Puchar                                                                     | zdobywca                                                            | 4    | 1994, 1998, 2003, 2022                                     |
| · Puchar                                                                     | finalista                                                           | 2    | 1996, 2006                                                 |
| · Superpuchar                                                                | zdobywca                                                            | 1    | 2017                                                       |
| · Superpuchar                                                                | finalista                                                           | 4    | 2004, 2006, 2007, 2022                                     |
| Rosja                                                                        | Zdobyte trofea w rozgrywkach Rosji (stan na: koniec sezonu 2021/22) |      |                                                            |

## Stadion
Przez większość swojej historii Spartak nie miał własnego stadionu; rozgrywał swoje "domowe" mecze na Łużnikach lub korzystał z obiektów innych moskiewskich drużyn.
W 2014 roku otwarto w Moskwie Stadion Otkrytije Ariena. Pierwszy mecz na tym stadionie Spartak rozegrał 5 września 2014, remisując towarzysko z serbską Crveną Zvezdą 1–1.

## Trenerzy
- 1936:  Antonín Fivébr
- 1936–1937:  Michaił Kozłow
- 1937–1938:  Konstantin Kwasznin
- 1938–1939:  Piotr Popow
- 1940:  Władimir Gorochow
- 1941:  Piotr Popow
- 1942–1943:  Władimir Gorochow
- 1944:  Konstantin Kwasznin
- 1945:  Piotr Isakow
- 1945–1947:  Albert Volrat
- 1948:  Konstantin Kwasznin
- 1949–1951:  Abram Dangułow
- 1951:  Gieorgij Głazkow
- 1952–1954:  Wasilij Sokołow
- 1955–1959:  Nikołaj Gulajew
- 1960–1965:  Nikita Simonian
- 1966:  Nikołaj Gulajew
- 1967:  Siergiej Salnikow
- 1967–1972:  Nikita Simonian
- 1973–1975:  Nikołaj Gulajew
- 1976:  Anatolij Krutikow
- 1977–1988:  Konstantin Bieskow
- 1989–1995:   Oleg Romancew
- 1996:  Gieorgij Jarcew
- 1997–2003:  Oleg Romancew
- 2003:  Andriej Czernyszow
- 2004:  Nevio Scala
- 2004–2006:  Aleksandrs Starkovs
- 2006–2007:  Władimir Fiedotow
- 2007–2008:  Stanisław Czerczesow
- 2008:  Igor Lediachow
- 2008–2009:  Michael Laudrup
- 2009–2012:  Walerij Karpin
- 2012:  Unai Emery
- 2012–2014:  Walerij Karpin
- 2014:  Dmitrij Gunko
- 2014–2015:  Murat Yakın
- 2015–2016:  Dmitrij Aleniczew
- 2016–2018:  Massimo Carrera
- 2018:  Raúl Riancho
- 2018–2019:  Oleg Kononow
- 2019:  Serhij Kuznecow
- 2019–2021:  Domenico Tedesco
- 2021:  Rui Vitória
- 2021–2022:  Paolo Vanoli
- od 2022:  Guillermo Abascal